# دريقة
الدُّرَيْقَة أو الأسبيدسترة (الاسم العلمي: Aspidistra) هي جنس من النباتات تتبع الفصيلة الهليونية من رتبة الهليونيات.

## أنواع الدريقة
- دريقة أجمية
- دريقة جريسية
- دريقة عالية
- دريقة تونكينية
- دريقة ثلاثية الفلقات
- دريقة سيشوانية
- دريقة صفراء الأزهار
- دريقة كليلة
- دريقة متطاولة الأوراق
- دريقة مهدبة
- دريقة شبه دوارة
- دريقة فطرية الشكل
- دريقة مبهة
- دريقة نيكولاوية
- دريقة إبريقية الشكل
- دريقة إثنا عشرية السداة
- دريقة أنبوبية الأزهار
- دريقة بنفسجية داكنة
- دريقة ثنائية اللون
- دريقة جزرية
- دريقة جناحية
- دريقة حجرية
- دريقة حليمية
- دريقة خطية الأوراق
- دريقة رائعة
- دريقة زورقية
- دريقة شائكة
- دريقة صغيرة الأزهار
- دريقة صفراء
- دريقة صليبية الشكل
- دريقة صينية جنوبية
- دريقة طويلة الأوراق
- دريقة طويلة العنق
- دريقة طويلة الفلقات
- دريقة طويلة المئبر
- دريقة ظلية
- دريقة غدية
- دريقة فلقية
- دريقة قاتمة
- دريقة قصيرة القلم
- دريقة كاحلية
- دريقة كبير الأزهار
- دريقة لحمية
- دريقة متناوبة
- دريقة مخروطية مقلوبة
- دريقة مخططة
- دريقة مخفية الزهور
- دريقة مسوقة
- دريقة ملازمة
- دريقة منقطة
- دريقة هيكوية
- دريقة ورقية